# Vivian Stuart
Violet Vivian Stuart (* 2. Januar 1914 in Großbritannien; † August 1986) war eine britische Autorin. Sie veröffentlichte ihre Werke unter verschiedenen Pseudonymen: ihre Liebesromane als Vivian Stuart, Alex Stuart, Barbara Allen, Fiona Finlay und Robyn Stuart, ihre Militärsagen als V. A. Stuart und ihre historische Saga als William Stuart Long.

## Leben und Wirken
Unter dem Pseudonym William Stuart Long schrieb sie eine populäre historische Serie unter dem Titel Australians, die auf ihren Nachforschungen in der Mitchell Bücherei in Sydney, im National Maritime Museum, im British Public Records Office und in der New York Public Library basierten. Sie verbrachte viele Jahre in Australien und war Kennerin des Landes und seiner Geschichte. Ihre Bücher erschienen bei Dell Publishing in New York, die deutschen Übersetzungen zunächst im Münchner Goldmann Verlag und später in der Verlagsgruppe Weltbild als Taschenbücher.

## Werke
Australien-Saga
- Band 1: Die Verbannten (Original: „The Exiles“ 1979)
- Band 2: Die Siedler (Original: „The Settlers“ 1980)
- Band 3: Die Verräter (Original: „The Traitors“ 1981)
- Band 4: Auf den Spuren der Väter (Original: „The Explorers“ 1982)
- Band 5: Die Abenteurer (Original: „The Adventurers“ 1983)
- Band 6: Das weite Land (Original: „The Colonists“ 1984)
- Band 7: Die Goldschürfer (Original: „The Gold Seekers“ 1985)
- Band 8: Dornige Pfade (Original: „The Gallant“ 1986)
- Band 9: Die Gründerväter (Original: „The Empire Builders“ 1987)
- Band 10: Die Seefahrer (Original: „The Seafarers“ 1988)
- Band 11: Die Rebellen (Original: „The Nationalists“ 1989)
- Band 12: Die Machtbesessenen (Original: „The Imperialists“ 1990)